# Dionísio Bentes

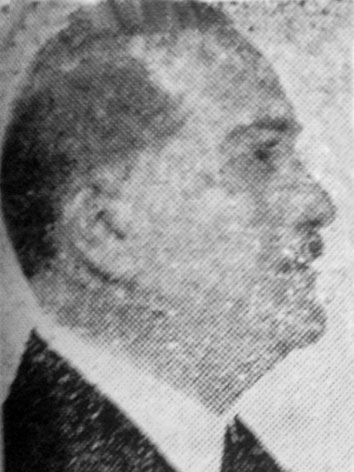
Governador do Estado do Pará entre 1925 até 1929

Dionísio Ausier Bentes (Faro, 13 de fevereiro de 1881 — Rio de Janeiro, 13 de dezembro de 1949) foi um político brasileiro. Foi presidente do estado do Pará,  senador e Deputado Federal durante a República Velha.
Filho de Dionísio Ausier Bentes, abastado comerciante e pecuarista, e Maria Luísa de Andrade Bentes. Diplomou-se médico em 1906, aos 25 anos de idade. Em 1913-1915, é escolhido vice-presidente da Câmara e em 1913, após a renúncia de Virgílio Martins Lopes, à intendência de Belém do Pará, assume o cargo e se mantém nele até 14 de setembro de 1914. Foi um dos fundadores da Faculdade de Medicina e Cirurgia do Pará.
Em março de 1918, foi eleito deputado federal pelo seu estado natal, o Pará, nas eleições de março de 1918, junto com Antonio Emiliano de Souza Castro, Abel Abreu Chermont, Justiniano de Serpa, Bento José de Miranda, Herculano Marcos Inglês de Sousa e Pedro G. Chermont de Miranda.
Assume o governo do estado em 1 de fevereiro de 1925, com mandato até 28 de janeiro de 1929. Ao assumir o governo, automaticamente, assume a chefia, por disposição estatutária, de seu partido, Republicano Federal, do qual Lauro Sodré sempre fora chefe in-nomine.
Durante seu governo, em 30 de setembro de 1927, a Assembléia Legislativa do Pará aprovou uma lei, de iniciativa do governador, que concedia uma área de 14.568 km2 às margens do Rio Tapajós para Companhia Ford Industrial do Brasil desenvolver um projeto de plantação de seringueiras. A plantação seria denominado Fordlândia. Os termos da concessão isentavam a Companhia Ford do pagamento de qualquer taxa de exportação de borracha, látex, pele, couro, petróleo, sementes, madeira ou qualquer outro bem  produzido na área. As negociações foram conduzidas por Jorge Dumont Villares, representando o governador que visitou Henry Ford nos EUA, enquanto os representantes da Ford, para receber a área, foram O. Z. Ide e W. L. Reeves Blakeley.
Depois da Revolução  de 1930, seu nome desaparece dos círculos partidários paraenses e ele se muda para a cidade do Rio de Janeiro retomando o exercício da medicina.
Com o fim da Era Vargas, Dionísio Ausier Bentes tenta um retorno à política e candidata-se à deputado federal pela União Democrática Nacional (UDN) nas eleições de 1945 